# Psykologisk resiliens
Psykologisk resiliens eller resiliens er et psykologisk begreb for evnen til at håndtere stress og katastrofer eller anden modgang, og at et barn viser sig at være modstandsdygtig overfor psykiske problemer. Personer der har god resiliens er i stand til at håndtere kriser og stress på en positiv måde. Resiliens er den danske oversættelse af det engelske begreb "resilience".

## Beslægtede anvendelser af begrebet
Resiliens benyttes også om modstandsdygtighed i andre sammenhænge som inden for samfund, økologi og klima.

## Resiliens og børn
En definition af begrebet er god psykosocial tilpasning hos børn der oplever risiko. En risiko i et barns opvækstforhold kan være stress, belastning og disharmoniske familieforhold. Tidligere forskning vedr. dette fænomen har ofte drejet sig om børn der vokser op med forældre med psykopatologiske tilstande. I disse tilfælde kan risiko indbefatte alle tre forhold. Børn som, til trods for risikoen, viser modstandsdygtighed og god tilpasning i samfundet, siges at udvise resiliens.
I litteratur bruges ofte tre begreber resiliens, resilient og resilienthed om begrebet. De to sidste henviser til personlighedstræk, mens det kun det første handler om samspil mellem barnets personlighed og dets miljø.
For forskningen har det været vigtig at understrege at resiliens ikke opstår i et vakuum, men i en kombination mellem barnet og omgivelserne. Det er også vigtigt at understrege at både resiliens og risiko er relativt, og kan variere fra barn til barn. Den nøjagtige mekanisme bag er endnu ikke kendt, men det menes at være en kombination af flere forhold.
Begrebet mælkebøttebarn er ofte blevet brugt om dem der udviser resiliens, men denne betegnelse er misvisende da det hovedsageligt relaterer til forhold i barnet selv, uden at tage højde for det miljø barnet lever i.

## Resiliens og forskning
Resiliens er et relativt nyt begreb inden for psykologi. Først i efterkrigstiden blev der sat fokus dem, der klarede sig godt på trods af risikoen. Tidligere blev der primært fokuseret på det andet aspekt, dem det ikke går så godt med.
Som forsknings-metode har det ofte været anvendt i studier af de samme personer over tid, ofte år. På den måde har det været muligt at kortlægge udviklingen for dem der viser resiliens, for at kunne identificere hvilke faktorer der er afgørende for, at nogle udvikler modstandsdygtighed i en risikosituation, mens andre ikke gør.
I deres undersøgelse fandt Rutter, blandt andet, at små mængder stress styrker den enkelte, og gøre det mere modstandsdygtigt, i situationer med øget risiko, på samme måde som immunsystemet styrkes af små mængder bakterier. Det understreges at resiliens ikke må vurderes ud fra hvordan befolkningen fungerer som en helhed, men snarere hvordan de, der har oplevet de samme risikofaktorer, fungerer i befolkningen.
Grasso fandt i sit studie af college-studerende der har udviklet post-traumatisk stress disorder (PTSD) efter traumatiske situationer, havde lavere selvværd, mindre social støtte og var mindre optimistiske, end dem der, under de samme omstændigheder, ikke har udviklet det. I den samme undersøgelse fandt de at de studerende anvendte forskellige metoder for at håndtere situationer de oplevede som stressende.
Alle disse faktorer er blevet sat i forbindelse med resiliens og spørgsmålet om hvorfor nogle udvikler det, mens andre ikke gør, kan til dels besvares med de forskellige metoder der anvendes, for at håndtere situationer, sociale netværk og barnets egen opfattelse af risikosituationen.
Indtil nu er det ikke fundet biologiske faktorer, der kan føre til resiliens.